# Regola di Markovnikov
In chimica organica la regola di Markovnikov è una regola empirica che indica l'orientamento preferenziale nelle reazioni di addizione. Fu formulata dal chimico russo Vladimir Vasilevič Markovnikov nel 1870.
Essa afferma che in una reazione di addizione elettrofila l'idrogeno si lega al carbonio più idrogenato del doppio legame.
Quando un alchene di struttura asimmetrica si combina con un acido alogenidrico, l'idrogeno si attacca al carbonio del doppio legame che è legato al maggior numero di atomi di idrogeno, mentre l'alogeno si lega al carbonio del doppio legame più povero di idrogeno.
Questo fenomeno dipende dal fatto che quando un atomo di idrogeno si lega a uno dei due atomi di carbonio legati tramite doppio legame si forma un carbocatione. Un carbocatione è tanto più stabile quanto più la carica positiva può essere delocalizzata su altri atomi dello ione molecolare. Questa dispersione si realizza con uno spostamento parziale degli elettroni dai legami σ C-H e C-C verso l'atomo di carbonio positivo. Se quest'ultimo è circondato da altri atomi di carbonio ci sono più legami che contribuiscono a disperdere la carica.
Ne consegue che in molecole asimmetriche, in particolare nel caso in cui il doppio legame si trovi in posizione 1 (il primo legame della catena carboniosa), l'atomo di idrogeno si legherà al C-1 in modo che la carica positiva si addensi sul C-2, che nelle molecole a cui si applica la regola di Markovnikov è sempre almeno un atomo di carbonio secondario. 
Lo stesso vale quando un alchene reagisce con l'acqua in una reazione di addizione che comporta la formazione di carbocationi per sintetizzare un alcol. Il gruppo idrossile (OH) si lega al carbonio che ha il maggior numero di legami carbonio-carbonio, mentre l'idrogeno si lega al carbonio all'altra estremità del doppio legame, che ha più legami carbonio-idrogeno.
Quindi si può affermare che nell'addizione elettrofila è favorita la formazione di carbocationi terziari piuttosto che secondari e secondari piuttosto che primari (questo dipende dalla maggiore possibilità dei primi di delocalizzare la carica positiva per risonanza attraverso l'iperconiugazione).
Reazioni che seguono l'orientamento inverso, ovvero in cui l'idrogeno va a legarsi all'atomo di carbonio meno idrogenato, vengono dette "anti-Markovnikov". Un esempio importante è rappresentato dall'idroborazione, reazione in cui aggiungendo borano ad un alchene un idrogeno si lega all'atomo di carbonio meno idrogenato e il boro (gruppo -BH2) all'altro atomo. La successiva aggiunta di perossido di idrogeno in presenza di una base rimpiazza il gruppo -BR2 con un ossidrile, formando un alcolo con una regioselettività in apparente violazione della regola di Markovnikov.